# 柳叶湖 (南达科他州)
柳叶湖（英語：Willow Lake），是美国南达科他州下属的一座城市。根据2010年美国人口普查，该市有人口258人。论人口在本州排行第165。